# 富宗河
富宗河（法語：Fouzon，法語發音：[fuzɔ̃]）是法国中央-盧瓦爾河谷大區谢尔省、安德尔省与卢瓦-谢尔省的河流，是谢尔河的左支流，长58.95千米，发源自诺昂昂格拉赛，于库菲流入谢尔河。